# غيرغلي بوروس
غيرغلي بوروس (بالمجرية: Boros Gergely)‏ هو راكب الكنو مجري، ولد في 28 فبراير 1984 في سكسارد في المجر.